# Взрывозащитный контейнер

Контейнер на станции «Бульвар Адмирала Ушакова»

Взрывозащитный контейнер (сокр. ВЗК, также противобомбовый сейф, «ящик для бомб» или просто «бочка») — часть системы безопасности Московского, Петербургского, Нижегородского и Новосибирского и других метрополитенов, железнодорожных вокзалов, аэропортов и других транспортных объектов. Представляет собой цилиндрический ящик, изготовленный из толстой броневой стали со шлицевым соединением одного из торцов. Окрашивается в тёмно-серый цвет. Чаще всего имеет плоскую поверхность в верхней части.
Согласно инструкциям внутренней безопасности метрополитена, в случае обнаружения взрывного устройства или подозрительного предмета, сотрудник службы безопасности или сапёр должен поместить его в этот контейнер. Далее сейф вывозится на полигон, где освобождаются от ВУ. Взрывозащитные контейнеры устанавливаются на всех станциях Московского метрополитена.

## Разновидности противобомбовых сейфов

### Москва
Являются бесколёсными, по результатам испытаний выдерживают подрыв взрывчатого вещества массой до 3 кг в тротиловом эквиваленте.

### Санкт-Петербург
Сейфы ставятся на тележку, система запирания гораздо сложнее, но, по заявлениям создателей, этот тип сейфов может защитить не только от бомб, но и от химического оружия. Если в Москве эти сейфы стоят открыто, то в Петербурге они, как правило, спрятаны в подсобные помещения, исключение — станция Купчино, где сейф стоит на выходной платформе. Конструкция закреплена на велосипедном замке.

### Нижний Новгород
ПБС Нижегородского метро идентичны московским.

### Новосибирск
ПБС Новосибирского метро также снабжены колёсами, но, в отличие от других типов, имеет вертикальную загрузку, что ещё больше улучшает безопасность, так как все осколки при возможном взрыве уходят вверх.